# Dhanvantari

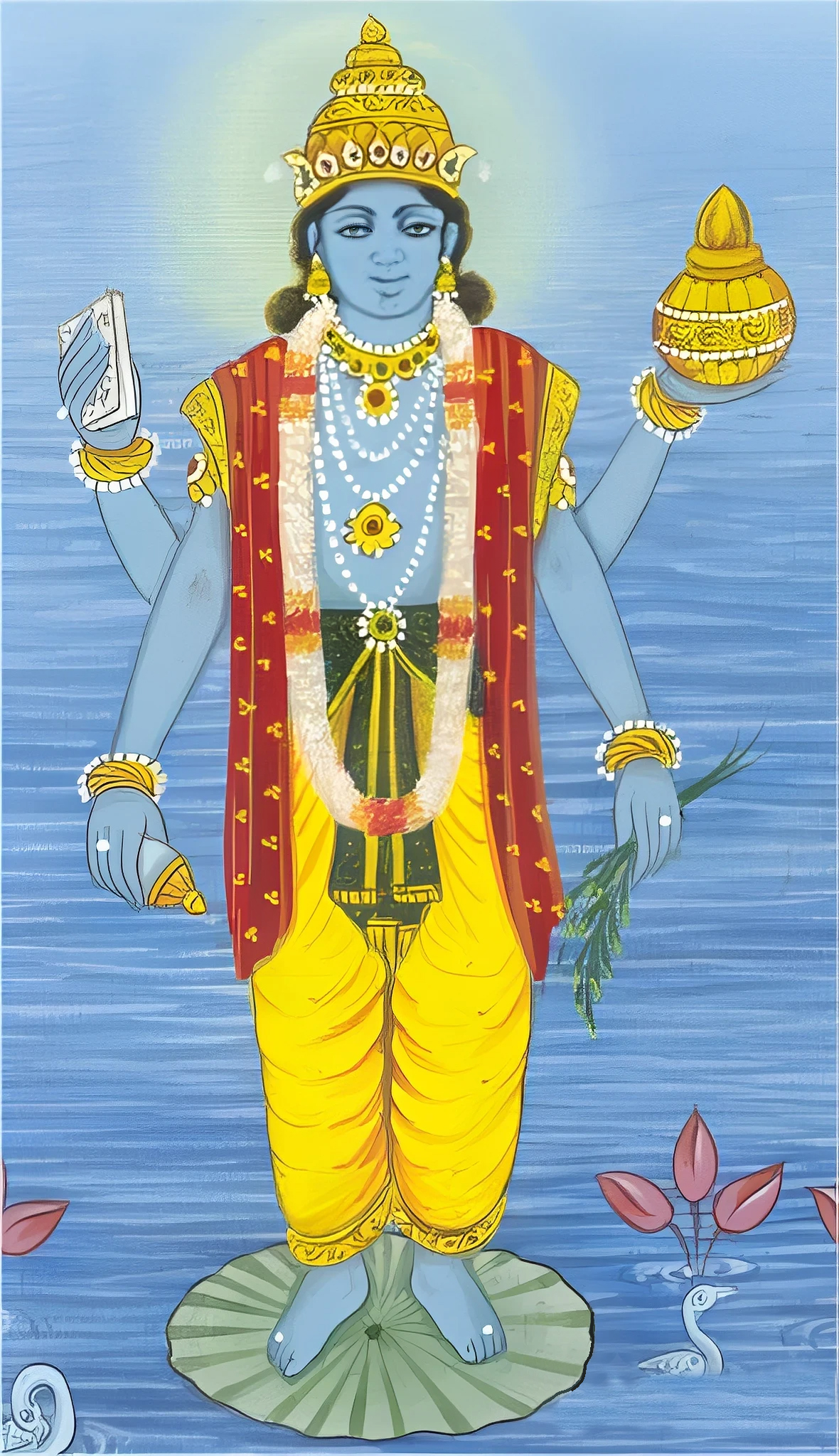
Dhanvantari.

Dhavantari é o deus hindu da medicina, aparecendo nos Puranas como deus patrono da Ayurveda.
Segundo a tradição, Dhanvantari emergiu do Oceano de Leite e apareceu com o pote de amrita (Elixir da Imortalidade) enquanto o oceano estava sendo agitado pelos Devas e Asuras, que usavam a montanha Mandara e a serpente Vasuki para realizá-lo.
Quando os Asuras viram o que tinha acontecido, correram e tomaram o pote das mãos de Dhanvantari. Lorde Vishnu que acompanhava tudo, resolveu ajudar os Devas. Ele se disfarçou de Mohini, e enganou os Asuras se oferecendo para servi-lhes o néctar, mas ao invés disso lhes serviu veneno e deu o amrita aos Devas que derrotaram os Asuras.
Acredita-se também que Dhanvantari promulgou a prática do Ayurveda. De menção especial aqui é o tratado de Dhanvantari-Nighantu, que elucida completamente as plantas medicinais de Dhanvantari.

## Características
De acordo com a antiga obra em sânscrito Vishnudharamottara, Dhanvantari é um indivíduo bonito e geralmente deve ser representado com quatro mãos, cada uma portando os seguintes itens ou símbolos: o pote de Amrita (a Ambrosia dos Deuses ou o Elixir da Imortalidade), uma Jalauka (Sanguessuga), as escrituras da Ayurveda e uma concha ou ervas medicinais.
Em outras representações aparece como Vishnu portando a Shankha, o Chakram, uma Jalauka e o pote de Amrita.
Seu aniversário e celebrado pelos praticantes da Ayurveda todos os anos no festival de Dhanteras que ocorre dois dias antes do Diwali, o festival hindu das luzes.
Também nesta data se celebra o Dia Nacional da Ayurveda na Índia.